# Уральская оборона
Уральская оборона (Осада Уральска) 1919 года — боевые действия 22-й стрелковой дивизии 4-й армии 20 апреля — 11 июля по защите города Уральска от казачьей Уральской армии во время Гражданской войны в России.

## Ход событий
В апреле 1919 года, в связи с быстрым продвижением войск адмирала Колчака к Самаре командующий Южной группой Восточного фронта М. В. Фрунзе, вынужден был перебросить крупные силы с Уральского и Оренбургского направлений на Самаро-Уфимское с целью создания ударной группировки для контрнаступления против Западной армии генерала М. В. Ханжина, приближавшейся к Волге.
Воспользовавшись этим, казачья Уральская армия (около 12 тыс. сабель, 3,3 тыс. штыков, 29 орудий, 90 пулемётов) атаковала 22-ю стрелковую дивизию под Лбищенском и отбросила её к Уральску.
25 апреля 1919 года часть 22-й дивизии (2,6 тыс. штыков и сабель, 19 орудий, 27 пулемётов) была осаждена в Уральске.
М. В. Фрунзе поставил задачу 4-й армии и гарнизону города обороной Уральска сковать главные силы Уральской армии и прикрыть фланг и тыл Южной группы.
9 мая 1919 года Уральск был полностью окружён белыми, однако связь со штабом армии поддерживалась по радио и самолётами.
Общее руководство обороной Уральска осуществляли командир 22-й дивизии А. В. Сапожков, военком дивизии И. И. Андреев и губернский ревком (председатель П. Г. Петровский).
В городе была проведена мобилизация, сформирована рабочая дружина (1,2 тыс. чел.), построены бронепоезд, бронелодка и броневик.
Оборонительные сооружения проектировал Д. М. Карбышев. Город был разделён на четыре оборонительных сектора, основу обороны составили ротные и батальонные опорные пункты. Вдоль рек Урал и Чаган были возведены окопы, а на не защищённой естественной преградой северной стороне Уральска — создана система траншей и проволочных заграждений. Важное место отводилось манёвру силами и средствами на угрожаемые направления.
Три попытки казаков взять город штурмом, предпринятые 13, 17 и 25 мая были отражены.
В июне положение осаждённых ухудшилось. Уральские казаки (около 5 тыс. штыков, 15 тыс. сабель, 45 орудий, 160 пулемётов), опираясь на крестьянские восстания в тылу 4-й армии РККА, оттеснили внешний фронт окружения на 100—120 км и отразили все усилия 4-й армии деблокировать Уральск. В городе стали иссякать боеприпасы, продовольствие, фураж, медикаменты. Но из-за недостатка в технике и вооружении, взять хорошо укреплённый Уральск казакам не удалось.
С 5 по 11 июля созданная М. В. Фрунзе отдельная армейская группа В. И. Чапаева (25-я стрелковая дивизия и особая стрелковая бригада), при содействии 4-й армии провела операцию по деблокаде Уральска и 11 июля ударом с севера сняла осаду с города.
За стойкость и мужество, проявленные при защите города, Советское правительство объявило защитникам Уральска особую благодарность, 192-й, 194-й и 196-й полки 22-й стрелковой дивизии были награждены Почётным Красным знаменем ВЦИК, особо отличившиеся участники обороны — орденом Красного Знамени.
В ходе 80-дневной обороны защитники города сковали значительные силы белой Уральской армии и совместно с обороной Оренбурга обеспечили тыл и фланг Южной группы войск в ходе контрнаступления Восточного фронта в 1919 году. Успеху действий Красной армии способствовало нежелание уральских казаков координировать свои действия с Западной армией и стремление локализовать свои действия в пределах Уральской области.